# Franzosendorsch
Der Franzosendorsch (Trisopterus luscus) ist ein Meeresfisch aus der Familie der Dorsche (Gadidae). Er kommt im östlichen Atlantik und einigen Nebenmeeren vor. Sein Verbreitungsgebiet reicht von den Britischen Inseln über die südliche Nordsee bis in den Skagerrak und über die Biskaya bis an die Küste Westafrikas. Außerdem lebt er im nordwestlichen Mittelmeer.

## Merkmale
Der Franzosendorsch wird maximal 46 Zentimeter lang, bleibt für gewöhnlich aber bei einer Länge von 30 Zentimeter. Die Geschlechtsreife erlangt er bei einer Länge von 21 bis 25 Zentimeter. Er hat eine typische Dorschgestalt mit einem relativ hochrückigen Körper, drei stachellosen Rücken- und zwei Afterflossen. Die vordersten Flossenstrahlen der Bauchflossen sind leicht verlängert. Der Oberkiefer steht vor. Die Kinnbartel ist gut entwickelt, die Maullänge entspricht dem Augendurchmesser. Der Körper ist oberseits hellbraun, an den Seiten grau mit vier oder fünf breiten, undeutlichen Querbinden und silbrig auf der Bauchseite. Am oberen Rand der Brustflossenbasis befindet sich ein dunkler Fleck. Der After liegt unterhalb der Mitte der ersten Rückenflosse.

## Lebensweise
Der Franzosendorsch lebt benthopelagisch über dem Schelf, auf Schlamm- und Sandböden in Tiefen von 30 bis 100, maximal bis 650 Metern. Er ernährt sich von kleinen Fischen und benthischen Wirbellosen wie Krebstieren, Weichtieren und Ringelwürmern. Franzosendorsche sind gesellig; noch nicht geschlechtsreife Tiere kommen in großen Schwärmen vor. Die Geschlechtsreife erreichen sie mit einem Alter von ein bis zwei Jahren, das höchste dokumentierte Alter liegt bei vier Jahren. Zum Laichen kommen die Fische in Küstennähe in Regionen von 50 Metern Tiefe oder weniger. Südlich der Britischen Inseln und im Mittelmeer laichen die Franzosendorsche im Winter.
Er wird bei der Schleppnetzfischerei als Beifang gefischt, hat aber keine große wirtschaftliche Bedeutung. Gleichwohl ist er ein schmackhafter Speisefisch, wenn er spätestens am Tag nach dem Fang gegessen wird. In französischen Küstenregionen wird er sehr geschätzt.

## Anmerkung
1. ↑  von (griech.) tris(s)o- „drei“, pteron (Rücken-)„Flosse“; (lat.) luscus „schielend; schwachsichtig; einäugig“ (Anspielung auf Schulterfleck ?)